# Эгнаций Луцилл
Эгна́ций Луци́лл (лат. Egnatius Lucillus; умер, предположительно, в 268 году) — римский государственный и политический деятель, ординарный консул 265 года.

## Биография
Возможно, Луцилл был родственником императора Галлиена. Есть предположение, что его отцом был легат-пропретор Британии при императоре Гордиане III Эгнаций Луциллиан. О биографии Луцилла практически ничего неизвестно, кроме того, что в 265 году он занимал должность ординарного консула вместе с Лицинием Валерианом.
Вероятно, Луцилл погиб в 268 году во время уничтожения родственников Галлиена.